# Jessica Peppel-Schulz
Pour les articles homonymes, voir Schulz.
Jessica Peppel-Schulz, née en 1970 à Hambourg, est une gestionnaire d'entreprise allemande.
Elle est directrice de la filiale allemande de Condé Nast de 2019 à 2021, puis de Tamedia à partir de 2023.

## Biographie

### Origines et famille
Jessica Peppel-Schulz naît en 1970 à Hambourg en Allemagne de l'Ouest.
Elle est mariée et mère de trois enfants.

### Études et parcours professionnel
Elle fait des études d'économie à l'université de Hambourg.
Elle devient en 2001 chef du département de marketing de HanseNet (de), une entreprise de télécommunications de Hambourg. Elle occupe ensuite un poste chez le câblo-opérateur Kabel BW (de) avant de diriger pendant cinq ans l'agence numérique UDG,.
En avril 2019, elle est nommée directrice de la filiale allemande de la maison d'édition américaine Condé Nast (Vogue). Elle s'attache à y moderniser la culture d'entreprise, à y accélérer la transformation numérique et à y réduire les coûts. Son poste est supprimé en mai 2021,, après la nomination d'une directrice pour l'ensemble de l'Europe.
Après deux ans de pause sabbatique, elle est nommée en avril 2023 directrice de Tamedia pour le 1er octobre 2023.